# Bureau Junction
Bureau Junction – wieś w USA, w stanie Illinois, w hrabstwie Bureau. Według spisu z 2000 wioskę zamieszkuje 368 osób. W 2023 liczba mieszkańców spadła do 282 osób, a gęstość zaludnienia poniżej 73 osób/km².

## Geografia
Wioska zajmuje powierzchnię 3,9 km², z czego 3,7 km² stanowi ląd, a 0,2 km² (4,67%) stanowi woda.

## Demografia
Według spisu z 2000 roku wioskę zamieszkuje 368 osób skupionych w 135 gospodarstwach domowych, tworzących 93 rodzin. Gęstość zaludnienia wynosi 98,7 osoby/km². W wiosce znajdują się 159 budynki mieszkalne, a ich gęstość występowania wynosi 42,6 mieszkania/km². Wioskę zamieszkuje 99,37% ludności białej, 0,27% stanowią rdzenni Amerykanie, 0,82% stanowi ludność innych ras, 0,54% ludności wywodzącej się z dwóch lub więcej ras. Hiszpanie lub Latynosi stanowią 10,6% populacji.
W wiosce są 135 gospodarstwa domowe, w których 33,3% stanowią dzieci poniżej 18 roku życia żyjących z rodzicami, 51,1 stanowią małżeństwa, 9,6% stanowią kobiety nie posiadające męża oraz 31,1% stanowią osoby samotne. 24,4% wszystkich gospodarstw domowych składa się z jednej osoby oraz 8,1% żyjących samotnie ma powyżej 65 roku życia. Średnia wielkość gospodarstwa domowego wynosi 2,73 osoby, natomiast rodziny 3,28 osoby. 
Przedział wiekowy kształtuje się następująco: 28,3% stanowią osoby poniżej 18 roku życia, 12% stanowią osoby pomiędzy 18 a 24 rokiem życia, 31,8% stanowią osoby pomiędzy 25 a 44 rokiem życia, 17,7% stanowią osoby pomiędzy 45 a 64 rokiem życia oraz 10,3% stanowią osoby powyżej 65 roku życia.   Średni wiek wynosi 34 lat. Na każde 100 kobiet przypada 102,2 mężczyzn. Na każde 100 kobiet powyżej 18 roku życia przypada 101,5 mężczyzn.
Średni dochód dla gospodarstwa domowego wynosi 41 429 dolarów, a dla rodziny wynosi 46 429 dolarów. Dochody mężczyzn wynoszą średnio 30 000 dolarów, a kobiet 21 458 dolarów. Średni dochód na osobę w mieście wynosi 15 490 dolarów. Około 2,1% rodzin i 5,3% populacji miasta żyje poniżej minimum socjalnego, z czego 0% jest poniżej 18 roku życia i 4,8% powyżej 65 roku życia.